# Kurt Christoph von Schwerin
Kurt Christoph von Schwerin, född 26 oktober 1684 på godset Löwitz vid Anklam i dåvarande Svenska Pommern, död 6 maj 1757 i slaget vid Prag, var en svensk och preussisk greve och fältherre. 
Schwerin deltog 1700–06 i Spanska tronföljdskriget. Som överste i mecklenburgsk i tjänst bevittnade han slaget vid Gadebusch (1712) och skickades sedan av Magnus Stenbock till Karl XII i Bender för att inför denne avlägga muntlig rapport angående slaget. I Mecklenburg avancerade han till generalmajor (1718) och generallöjtnant (1719). År 1720, sedan genom freden i Stockholm samma år den del av Pommern, där familjens egendomar låg, blivit avträdd till Preussen, gick han i preussisk tjänst, blev 1739 infanterigeneral samt 1740 fältmarskalk och greve. Vid förberedelserna till fälttåget i Schlesien 1740 var han Fredrik II:s främste rådgivare. Som befälhavare för preussiska härens högra flygel erövrade han Oberschlesien 1741 och avgjorde striden vid Mollwitz samma år. I andra schlesiska kriget bidrog han (1744) väsentligt till Prags kapitulation, men drog sig därefter tillbaka till följd av enskilda tvister och återinträdde ej i krigstjänsten förrän 1756. Han utförde också vid flera tillfällen med framgång diplomatiska uppdrag.